# Chumukedima
Chümoukedima là một thị trấn thống kê (census town) của quận Chümoukedima thuộc bang Nagaland, Ấn Độ.

## Nhân khẩu
Theo điều tra dân số năm 2001 của Ấn Độ, Chümoukedima có dân số 16.510 người. Phái nam chiếm 52% tổng số dân và phái nữ chiếm 48%. Chümoukedima có tỷ lệ 69% biết đọc biết viết, cao hơn tỷ lệ trung bình toàn quốc là 59,5%: tỷ lệ cho phái nam là 73%, và tỷ lệ cho phái nữ là 65%. Tại Chümoukedima, 17% dân số nhỏ hơn 6 tuổi.